# Кесслер, Рид
Рид Екатерина Кесслер (англ. Reed Catherine Kessler, 9 июля 1994) — американская конкуристка. В 18 лет Рид получила право на участие в Олимпийских играх в Лондоне (2012 год), став самым молодым всадником по конкуру в истории, когда либо участвовавшим в Играх. 

## Биография
Кесслер выпускница Professional Childrens School. В 16 лет она выиграла Land Rover Гран-при в Париже обойдя легендарный Herves Godingon. В 17 лет она выиграла американские National Show Jumping Championships. На данный момент Кесслер тренируется вместе с Маркусом Энингом.